# 1920 en Colombie-Britannique
Chronologie de la Colombie-Britannique
- 1916
- 1917
- 1918
- 1919
- 1920
- 1921
- 1922
- 1923
- 1924

Cette page concerne des événements qui se sont produits durant l'année 1920 dans la province canadienne de Colombie-Britannique.

## Politique
- Premier ministre : John Oliver.

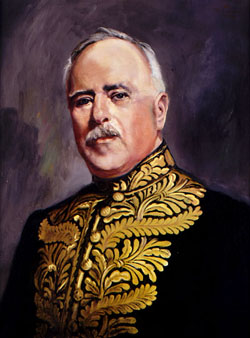
Walter Cameron Nichol

- Chef de l'Opposition :  William John Bowser
- Lieutenant-gouverneur : Edward Gawler Prior puis Walter Cameron Nichol
- Législature :

## Naissances
- 12 janvier à Victoria  : William Ronald « Bill » Reid (13 mars 1998), artiste canadien qui s'est illustré principalement dans les domaines de la sculpture, de la gravure et de la joaillerie.

## Décès
- 6 juin : James Dunsmuir, premier ministre de la Colombie-Britannique.
- 18 septembre : Robert Beaven, premier ministre de la Colombie-Britannique.
- 12 décembre : Edward Gawler Prior, premier ministre de la Colombie-Britannique.